# 쓰쿠시 히로카도
쓰쿠시 히로카도(일본어: 筑紫 広門 つくし ひろかど[*], 1556년 ~ 1623년 5월 22일)는 일본 센고쿠 시대, 에도 시대 초기의 무장, 다이묘이다. 지쿠고 고즈마군의 고쿠진 영주 출신으로 히젠 가쓰노오성주이며, 또한 아내는 다카하시 쇼운의 아내와 자매이다. 딸은 구로다 나가마사의 측실이다.